# 岡田商事
岡田商事株式会社（おかだしょうじ）は、東京都港区に本社を置くオートバイ用品、自動車用品、マリン・フィッシング用品、マークシート読取機、産業用オイル、バッテリー関連の輸入貿易商社であり、日本における外国メーカーの輸入発売元でもある。また、自社オリジナルブランドとして「CEPTOO」、「ZCOO」、「DYNASTY」を展開している。

## 沿革
- 1946年8月 - 現本店所在地に自動車部品販売業として岡田商店を創業
- 1950年11月20日 - 株式会社岡田商店を設立
- 1965年4月 - 仙台市原町に東北支店総合社屋を新築
- 1967年6月 - 品川区南品川に新社屋を新築、営業部移転
- 1971年5月 - 本社部門を品川区南品川ビルに移転、仮本社とする
- 1971年5月 - 仙台市の東北支店を増築
- 1973年10月 - 名古屋市北区に名古屋支店社屋購入
- 1976年2月 - 大阪吹田市に大阪支店社屋新築
- 1977年4月 - 本社部門を品川区北品川ビルに移転、仮本社とする
- 1983年12月 - 岡田商事株式会社に社名変更
- 1984年3月 - 港区芝大門1丁目3番7号に本社ビル完成、本社を移転
- 1988年7月 - 大田区にスズキ部物流センター新築
- 1993年12月 - 物流センター増築（大田区・東京第二支店）
- 1996年11月 - 創業50周年記念式典開催。
- 2004年1月 - 愛知郡長久手町に名古屋支店新社屋新築移転
- 2007年6月 - 神奈川県足柄上郡中井町に秦野中井物流センター新築
- 2012年6月 - 北海道札幌市に札幌社屋新築。
- 2014年7月 - 兵庫県神戸市に神戸物流センター新築。

## 輸入販売元
- SIDI
- フォーマブーツ
- ミンコタ
- テックメイト
- クリプトナイト
- パノリンオイル
- TEXA
- モトプラス
- EXIDE
- ハミンバード
- ナビオニクス
- ポータボート